# Григорьев, Юрий Владимирович (артист балета)
Юрий Владимирович Григорьев (10 февраля 1940, Москва — 2 мая 2015, Лос-Анджелес) — артист балета и педагог, солист Московского музыкального театра им. Станиславского и Немировича-Данченко в 1960—1985 годах.

## Биография
Родился в Москве 10 февраля 1940 года.
Окончил Московское хореографическое училище, учился у А. М. Мессерера.
В 1960—1985 годах — солист балета Московского музыкального театра им. Станиславского и Немировича-Данченко. Параллельно с исполнительской карьерой в 1976—1985 годах преподавал дуэтный танец в Московском хореографическом училище. 
Член КПСС с 1967 года. Был членом Союза театральных деятелей Российской Федерации. Гастролировал за рубежом.
В последние годы жил и работал в США. Умер 2 мая 2015 года в Лос-Анджелесе.

## Награды
- 27 августа 1970 — Заслуженный артист РСФСР
- 15 марта 1985 — Народный артист РСФСР